# Caserma Zignani
La caserma Goffredo Zignani è un edificio in stile barocchetto eretto nel 1930 e sito in via Etruria, nel quartiere IX Appio-Latino a Roma.

## Storia
La caserma è stata costruita intorno al 1930. Dal 1932 il Ministero della Difesa (allora della Guerra) vi ha fatto stanziare soldati di diversi reparti del Regio Esercito. Dal 2 giugno 2006 è stata posta sotto tutela dalla Soprintendenza delle belle arti di Roma. Attualmente ospita parte dell'Ufficio Storico dell'Esercito.

## Struttura
Lo stabile è composto inizialmente da uno strato di mattoni e laterizi. Nel corpo centrale sono presenti tre grandi finestre, sormontate da archi in stucco, greche e capitelli corinzi. La cancellata è in ferro battuto, inclusi i lampioni all'ingresso, strettamente sorvegliato da ufficiali armati. Nei corpi secondari si possono osservare dei timpani tondi, conchiglie sempre in stucco ed aquile, simbolo del periodo fascista.
Intorno al 1945 sono stati aggiunti una quarantina di capannoni in mattoni forati col tetto in lamiera.